# Megaselia stenoterga
Megaselia stenoterga är en tvåvingeart som beskrevs av Ronald Henry Lambert Disney 1988. Megaselia stenoterga ingår i släktet Megaselia och familjen puckelflugor. Inga underarter finns listade i Catalogue of Life.